# Корабль Её Величества «Пинафор»
«Корабль Её Величества „Пинафор“, или Возлюбленная матроса» (англ. H.M.S. Pinafore; or, The Lass That Loved a Sailor) — комическая опера, или оперетта, в двух действиях композитора Артура Салливана и либреттиста Уильяма Гилберта. Премьера оперы состоялась 25 мая 1878 года в театре Опера-Комик в Лондоне. 
Опера является четвёртой из четырнадцати совместных работ Гилберта и Салливана и их первой международной сенсацией. Исполненная в 1878—1880 годах 571 раз, опера заняла второе место по количеству показов в истории всех музыкально-театральных постановок в Лондоне.
Опираясь на свои ранние стихотворения из сборника «Баллады Бэба», Уильям Гилберт наполнил сюжет этой оперы глупостями и шутками. Юмор оперы сосредоточен как на любви между представителями разных социальных классов, так и на критике британской классовой системы в целом. «Пинафор» также добродушно высмеивает патриотизм, политические партии, Королевский военно-морской флот и назначение неквалифицированных людей на руководящие должности. Ради комического эффекта грозный боевой корабль носит нелепое имя «Пинафор» (англ. pinafore — женский передник или фартук).
Вслед за этой необычайно популярной в Великобритании и Америке оперой, Гилбертом и Салливаном был написан ряд также успешных произведений, среди которых «Пираты Пензанса» и «Микадо».

## Действующие лица и первые исполнители
| Роль                                                                                | Певческий голос    | Опера-Комик 25 мая 1878 года       |
| ----------------------------------------------------------------------------------- | ------------------ | ---------------------------------- |
| Достопочтенный cэр Джозеф Портер, KCB, Первый лорд Адмиралтейства                   | комический баритон | Джордж Гроссмит (G. Grossmith)     |
| Капитан Коркоран, командующий кораблем «Пинафор»                                    | лирический баритон | Ратленд Баррингтон (R. Barrington) |
| Ральф (Рейф) Рэкстроу, матрос                                                       | тенор              | Джордж Пауэр (G. Power)            |
| Дик Дэдай (Одноглазый Дик), боцман                                                  | бас-баритон        | Ричард Темпл (R. Temple)           |
| Билл Бобстей, помощник боцмана                                                      | баритон            | Фред Клифтон (F. Clifton)          |
| Боб Бекет, помощник плотника                                                        | бас                | (Mr. Dymott)                       |
| Жозефина, дочка капитана                                                            | сопрано            | Эмма Хаусон (E. Howson)            |
| Кузина Геба, кузина сэра Джозефа                                                    | меццо-сопрано      | Джесси Бонд (J. Bond)              |
| Миссис Криппс (Малышка Баттеркап), портсмутская портовая торговка                   | контральто         | Харриетт Эверальд (H. Everard)     |
| Хор сестёр Первого Лорда, его кузенов и тётушек, матросов, морских пехотинцев и др. |                    |                                    |

## Краткое изложение сюжета
Акт 1
Британский военный корабль «Пинафор» стоит на якоре рядом с Портсмутом. Моряки собрались на шканцах и занимаются чисткой бронзовых деталей, сращиванием тросов и прочей повседневной работой. На борт поднимается Малышка Баттеркап, чтобы продать свои товары экипажу. Она намекает, что она может знать некую ужасную тайну. На палубе появляется Рэльф Рэкстроу, "самый симпатичный парень на флоте", и  объявляет о своей любви к дочери капитана, Жозефине. Его друзья-матросы сочувствуют ему (за исключением Одноглазого Дика), но они всё же не считают, что Ральфу стоит рассчитывать на взаимность. 
Выходит (очень вежливый и популярный) капитан Коркоран. Он приветствует свой бравый экипаж и благодарит их за их вежливость, отмечая, что в ответ на такое их поведение он сам - никогда не чертыхается («точно никогда? Ну... вряд ли когда-либо»). После ухода матросов капитан жалуется Малышке Баттеркап, что его дочь Жозефина почему-то не желает принять предложение о женитьбе от сэра Джозефа Портера, командующего Британским Флотом. Баттеркап сочувственно отвечает, что она знает, что такое безнадежная любовь. После ее ухода капитан признается в том, что Баттеркап очень ему симпатична. Выходит Жозефина и говорит отцу, что она любит простого матроса из его экипажа, но она будет послушна своему долгу и никогда не признается ему в этой любви. 
На борт поднимется сэр Джозеф, вместе с толпой сестёр, кузин и тетушек. Он рассказывает, как он благодаря своему усердию поднялся от самых низов до командования королевским флотом, хотя и не имеет военно-морского (и любого военного) образования. Затем он произносит речь об этикете, приказывая капитану в дальнейшем всегда добавлять «если вам не трудно» после отдачи приказа подчиненным. Он мотивирует это тем, что британский моряк не хуже любого другого человека на свете, за исключением, конечно, самого сэра Джозефа. Чтобы проиллюстрировать это, сэр Джозеф даже написал песню, и  он передает текст этой песни Ральфу. Чуть позже, вдохновленный взглядами сэра Джозефа на равенство, Ральф решает признаться в своей любви к Жозефине. Его коллеги восхищены им - все, кроме Одноглазого Дика, который заявляет, что пока одни люди должны подчиняться приказам других, о равенстве речи быть не может. Ужаснувшись его словам, матросы заставляют Дика выслушать песню сэра Джозефа. После этого они уходят, оставляя Ральфа на палубе одного. Появляется Жозефина, и Ральф признается ей в любви. Жозефина тронута, но она знает, что ей не быть с Ральфом, потому что ее долг – выйти замуж за сэра Джозефа, даже если он ей и противен. Скрывая свои истинные чувства, она высокомерно отвергает Ральфа.
Ральф зовет своих товарищей (родственницы сэра Джозефа появляются вместе с ними), и сообщает, что намерен покончить с собой. Экипаж, кроме Дика, сочувствует Ральфу. Ральф подносит пистолет к голове, но тут входит Жозефина и признается, что  на самом деле она любит именно Ральфа. Влюбленные планируют сбежать на берег этой же ночью и обвенчаться. Одноглазый Дик пытается отговорить их, но все присутствующие игнорируют его предостережения. 
Акт 2
Чуть позже той же ночью капитан Коркоран жалуется полной Луне на свои беды: его добрый экипаж готов восстать, дочь неравнодушна к простому моряку, друзья, похоже, его покинули, и в довершении к тому сэр Джозеф грозится трибуналом. Малышка Баттеркап сочувствует ему, а он признается, что не будь их положение столь различным, он мог бы ответить ей взаимностью.  Разъяренная Баттеркап туманно прорицает, что не все вещи таковы, какими кажутся, и что капитана ждет какая-то перемена. Капитан Коркоран говорит, что не может понять ее прорицаний.
Входит сэр Джозеф и сообщает Капитану что Жозефина все еще не приняла его предложение. Капитан говорит ему, что она возможно ослеплена высоким рангом сэра Джозефа, и что он считает, что если сэр Джозеф убедит её "абсолютно официально", что для любви все равны, она примет его предложение. Они уходят, и выходит  Жозефина, терзаемая чувством вины по поводу планируемого побега с Ральфом и опасающаяся жизни в бедности. Когда вновь появляется сэр Джозеф и "официально заявляет, что по его мнению любовь уравнивает все ранги",  обрадованная Жозефина говорит ему и отцу, что она больше не будет сомневаться. Капитан и сэр Джозеф радуются ее словам, считая что Жозефина говорит о сэре Джозефе, хотя она имеет в виду Ральфа. 
Жозефина и сэр Джозеф покидают сцену, и появляется Одноглазый Дик, который раскрывает капитану планы Жозефины и Ральфа. Разъярённый капитан планирует наказать Ральфа плеткой-девятихвосткой. Капитан и Дик прячутся и останавливают Ральфа и Жозефину при попытке покинуть корабль. Ральф и Жозефина открыто объявляют капитану о своей любви, обосновывая это тем, что «Ральф ведь англичанин». Это не смягчает сердце капитана и он в возмущении чертыхается. Сэр Джозеф слышит только ругательство, произнесенное при дамах, и в возмущении сажает капитана под арест в его же собственной каюте. 
Затем сэр Джозеф спрашивает Ральфа, что же вызвало такой явно несправедливый гнев обычно вежливого капитана в адрес такого образцового матроса. Ральф признается, что причиной тому было его признание в любви к Жозефине и то, что она отвечает ему взаимностью. Разъяренный вопиющим нарушением субординации, сэр Джозеф требует заковать Ральфа в цепи и отправить его в корабельную тюрьму. Однако тут вмешивается Баттеркап и признается в своей тайне. Она состоит в том, что много лет назад, когда Баттеркап была молодой и красивой, она содержала детские ясли и перепутала двух детей. Один из них был низкого рода — это был Коркоран, а второй был «настоящий патриций», и это был Ральф.
Сэр Джозеф понимает, что на самом деле это  Ральф должен быть капитаном корабля, а Коркоран — матросом. Он вызывает их на палубу, и они появляются в одежде, соответствующей их новому рангу. С точки зрения сэра Джозефа, его женитьба на Жозефине теперь невозможна: «любовь не знает рангов… в значительной степени, но все же не в такой». Поэтому он передает Жозефину Капитану Рэкстроу.  Новое положение матроса Коркорана позволяет ему жениться на Малышке Баттеркап, ну а сэр Джозеф принимает предложение его кузины Гебы, ко всеобщему счастью.

## Влияние в культуре
Как и многие другие оперетты Гилберта и Салливана, Пинафор явился источником многих крылатых фраз, например диалога 
"-What, never?  - No, never. - What, never? - Hardly ever!" 
Отдельные арии оперетты широко пародировались и упоминались в литературе. Например, в «Трое в лодке, не считая собаки» Гаррис собирается исполнять именно арию сэра Джозефа из 1 акта.